# Invece no - Invece sì
Invece no - Invece si è l'ottavo video del cantautore italiano Edoardo Bennato, pubblicato nel 2007 in DVD dall'etichetta Cheyenne Records.

Nato da un'idea di Gianni Minà, il DVD contiene 23 videoclip di brani tratti dalla tournée di Edoardo del 1980, tenuta in 19 stadi italiani, oltre alle interviste condotte dallo stesso Minà. Nel filmato è compreso il brano Tira a campare, eseguito dopo Canta appress' a nuie, ma non accreditato in copertina nell'elenco delle tracce.

## Tracce
Testi e musica sono di Edoardo Bennato tranne dove diversamente indicato.
1. E invece no
2. È stata tua la colpa
3. W la guerra
4. L'isola che non c'è
5. Quando sarai grande
6. Che combinazione
7. Così non va Veronica
8. Dopo il liceo che potevo far
9. Il rock di capitan Uncino
10. Cantautore
11. Canta appress' a nuie
12. Un giorno credi (testo: Patrizio Trampetti)
13. La torre di babele
14. La fata
15. Nel covo dei pirati
16. Tutti insieme lo denunciam
17. Sono solo canzonette
18. Feste di piazza (testo: Patrizio Trampetti)
19. Allora, avete capito o no?
20. Mangiafuoco
21. Sei come un juke-box
22. Campi Flegrei
23. Uffà! Uffà!

## Musicisti
- Edoardo Bennato (voce, chitarra e armonica)
- Tony Cercola (percussioni)
- Enzo Avitabile (sax)
- Rino Avitabile (basso)
- Ellade Bandini (batteria)
- Mark Harris (tastiere)
- Luciano Ninzatti (chitarra)
- Renato Gasparini (chitarra)
- Rossana Casale (cori)
- Anna Spagnuolo (cori)
- Silvio Pozzoli (cori)